# Gyrinops vidalii
Gyrinops vidalii är en tibastväxtart som beskrevs av Pham-hoang Ho. Gyrinops vidalii ingår i släktet Gyrinops och familjen tibastväxter. Inga underarter finns listade i Catalogue of Life.